# 古大氣層

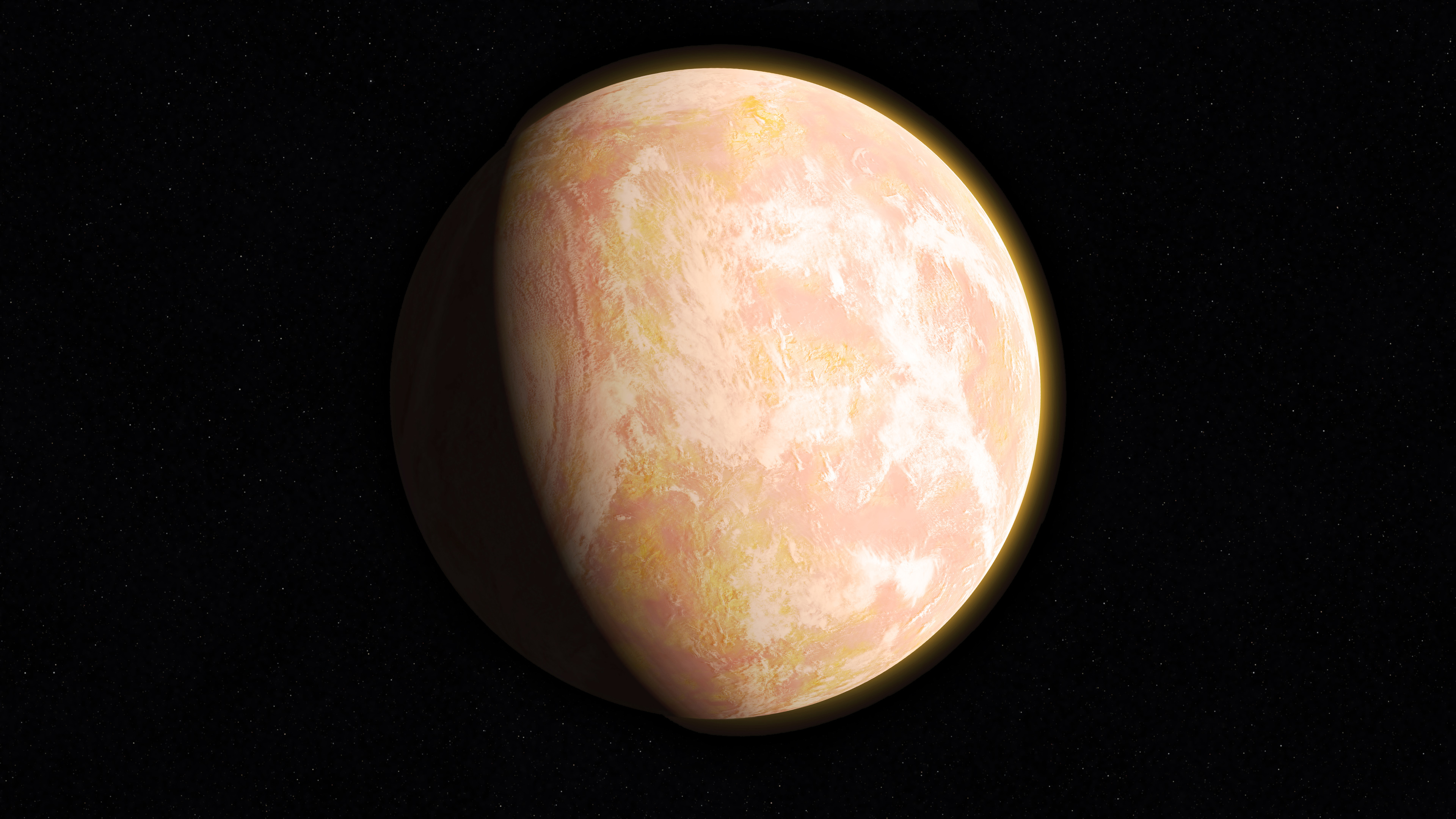
太古宙时期地球大气层的想象图，因为丰富的大气甲烷很可能呈现与土卫六大气层相近的淡橙色

古大氣層是在史前時期的行星大氣層，在讨论地球地质历史时通常指显生宙以前（前寒武纪）的地球大气层，可进一步分为以下几个阶段：
- 地球形成初期一同吸积形成的冥古宙大气，也称“第一大气”或“原始大气”，其大气成分与太阳星云相似，主要是氢气和氦气以及相对少量水蒸气和甲烷；
- 后期重轰炸期之后的太古宙大气，也称“第二大气”、“次生大气（英语：secondary atmosphere）”或“有生物前的大气”，是大气成分为氮气、甲烷和二氧化碳居多但无氧气的还原性大气，之前原始大气中的氢气和氦气大多已逃逸流失；
- 新太古代末期大氧化事件后开始含有游离态氧气的元古宙大气，即“第三大气”，其大气成分主要由氮气和氧气以及少量水蒸气和氩气，主要因生物不断的产氧光合作用形成。

而自元古宙后的氧化性大气其实也经历了漫长的演变过程，前后共三次大规模的氧化事件。在第三次氧化事件完成前的显生宙早中期的大气成分其实与现今的差别也很大，因此也可以被归入古大气层的范畴。

## 大气成分
地球古大氣層的構成儲存在地質裡，可以從現今對具有代理性的物質（例如氧化鐵的豐度、木碳和樹葉化石上氣孔的密度等）的研究上推斷出來。雖然今天大氣層的成分是大約78%的氮气和21%的氧气，這在有生物前的大氣被認為是高度缺乏的，實際上沒有自由氧和氬，是由40鉀的同位素經由放射性衰變產生的，並且是以氮氣、二氧化碳和甲烷為主。
看得出來自由氧不是原本就存在的，是由蓝绿菌在距今大約20億年前演變至能進行产氧光合作用之後產生的。距今大約5億年，氧濃度的增加使生物能發展出多細胞的動物性生物。從此之後，植物出現在土地上並且迅速的演變和放射狀的散佈至許多表面的土地上，大約在4億5千萬年前，在早石炭紀期間，氧的濃度超過了目前的數值，而大氣中的CO
2數量降得比目前的值還要低。